# Sienie Strikwerda

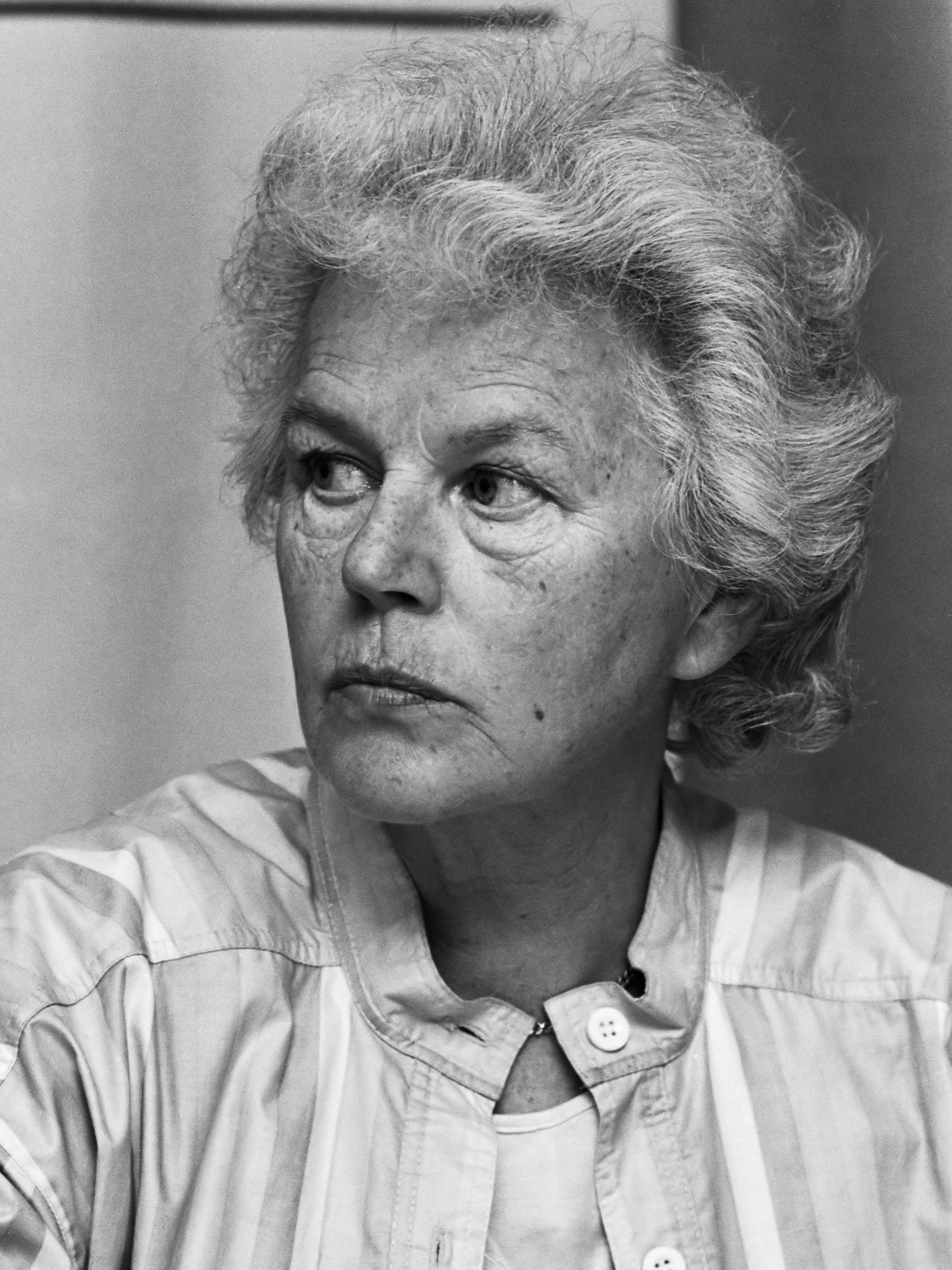
Sienie Strikwerda (1984)

Geesiena Jacoba (Sienie) Strikwerda-van Klinken (Musselkanaal, 7 november 1921 – Amsterdam, 23 juni 2013) was een Nederlands vredesactiviste. Zij was voorzitter van het Komitee Kruisraketten Nee (KKN) dat op 29 oktober 1983 een vredesdemonstratie organiseerde in Den Haag.

## Levensloop
Bij het uitbreken van de Tweede Wereldoorlog was zij achttien jaar oud. Tijdens die oorlog was ze werkzaam als verpleegster in een ziekenhuis. Toen zij ongehuwd zwanger raakte lukte het haar slechts met een brief van haar vader om daar ontslag te krijgen. In een interview in 1998 met het dagblad Trouw vertelde ze hierover:
"Maar als je dan moeder werd, en de omstandigheden waren niet zoals de wereld verwachtte, dan was je slecht. Het was niet eens de christelijke wereld meer, maar vooral de buitenwereld die dat argument aanpakte om je te vernederen. Daar is mijn feminisme begonnen."
Later werd ze catecheet van de Nederlandse Hervormde Kerk en gaf ze godsdienstles op middelbare scholen. Verder was ze jarenlang actief in de Nederlandse Christen Vrouwenbond (NCVB). In 1971 volgde ze A.H. Richters-Wolvius op als presidente van de NCVB wat ze tot 1976 zou blijven. In december 1974 werd de Nationale Adviescommissie Emancipatie ingesteld waarvan ze als NCVB-presidente lid was. Ze is ook nog enige tijd vicevoorzitter geweest van deze eerste Emancipatiecommissie onder leiding van Paula Wassen.

### Komitee Kruisraketten Nee

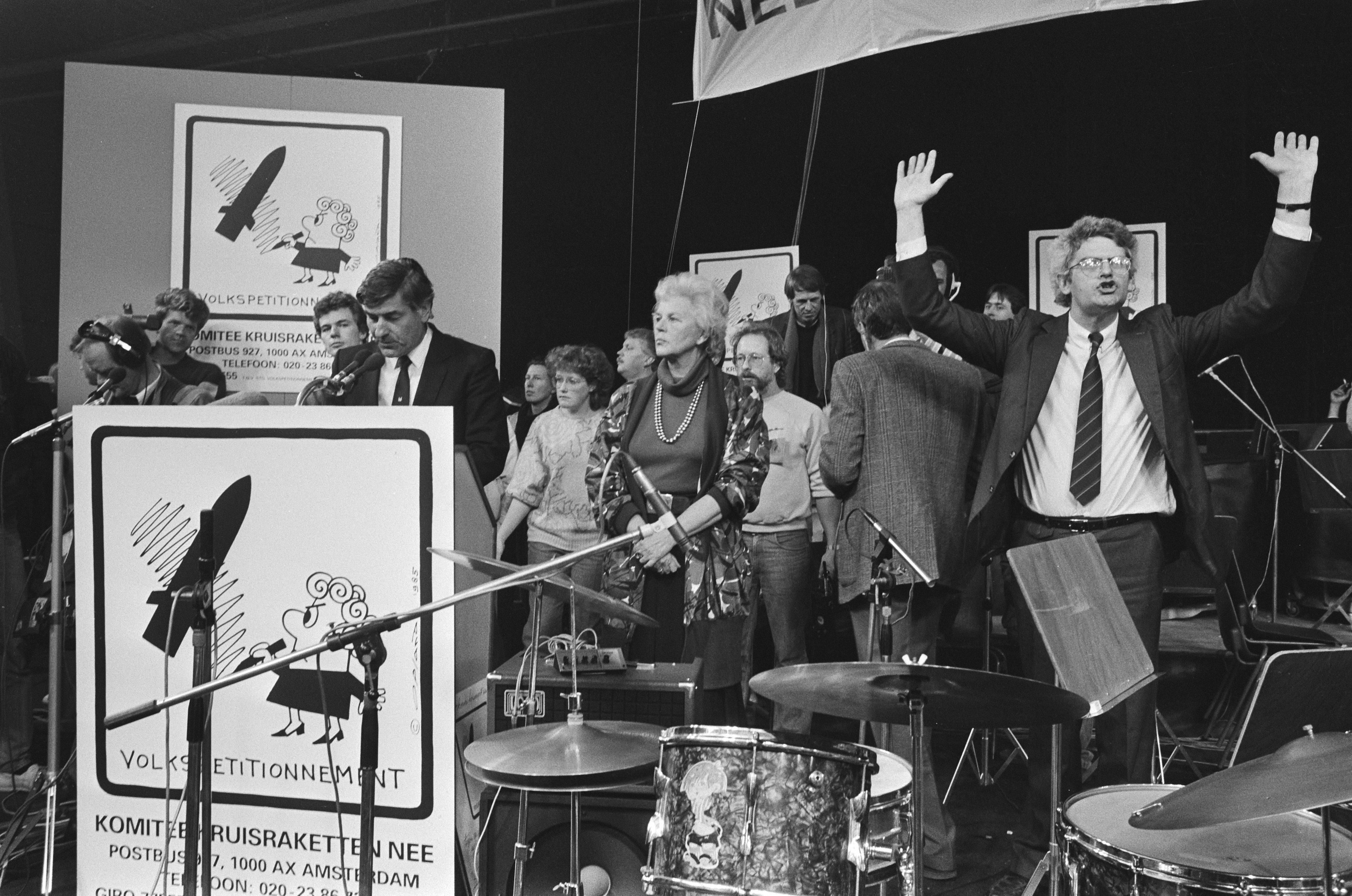
Strikwerda naast Lubbers tijdens de slotmanifestatie van het volkspetitionnement. Maarten van Traa (rechts) probeert het publiek tot stilte te manen. (26 oktober 1985)

De vredesdemonstratie van 21 november 1981 in Amsterdam met ongeveer 420.000 deelnemers werd georganiseerd door een samenwerkingsverband van vredesorganisaties, politieke partijen, vakbonden, enzovoorts, waar het Interkerkelijk Vredesberaad (IKV) onder leiding van Mient Jan Faber de spil van vormde. Dit was een demonstratie tegen het plaatsen van 48 kruisraketten in Nederland als gevolg van het NAVO-dubbelbesluit. Besloten werd dat de volgende grote demonstratie georganiseerd zou moeten worden door het nieuw op te richten Komitee Kruisraketten Nee bestaande uit onder andere IKV, FNV, Pax Christi en linkse partijen zoals PvdA, D'66, CPN, PPR en PSP. Sienie Strikwerda werd voorzitter van het KKN; andere bestuursleden waren Mient Jan Faber en Maarten van Traa. De demonstratie in Den Haag werd met naar schatting 550.000 deelnemers de grootste uit de Nederlandse geschiedenis. Alle extra treinen naar Den Haag waren ingelegd en ongeveer alle beschikbare reisbussen waren voor de demonstratie gehuurd.
Op 26 oktober 1985 was de slotmanifestatie van het volkspetitionnement tegen de plaatsing van kruisraketten in de Haagse Houtrusthallen. Bij die gelegenheid nam premier Lubbers van Strikwerda symbolisch de circa 3,7 miljoen handtekeningen in ontvangst. Toen Lubbers zoals afgesproken hierna een korte toespraak hield keerden de aanwezigen hem massaal de rug toe.

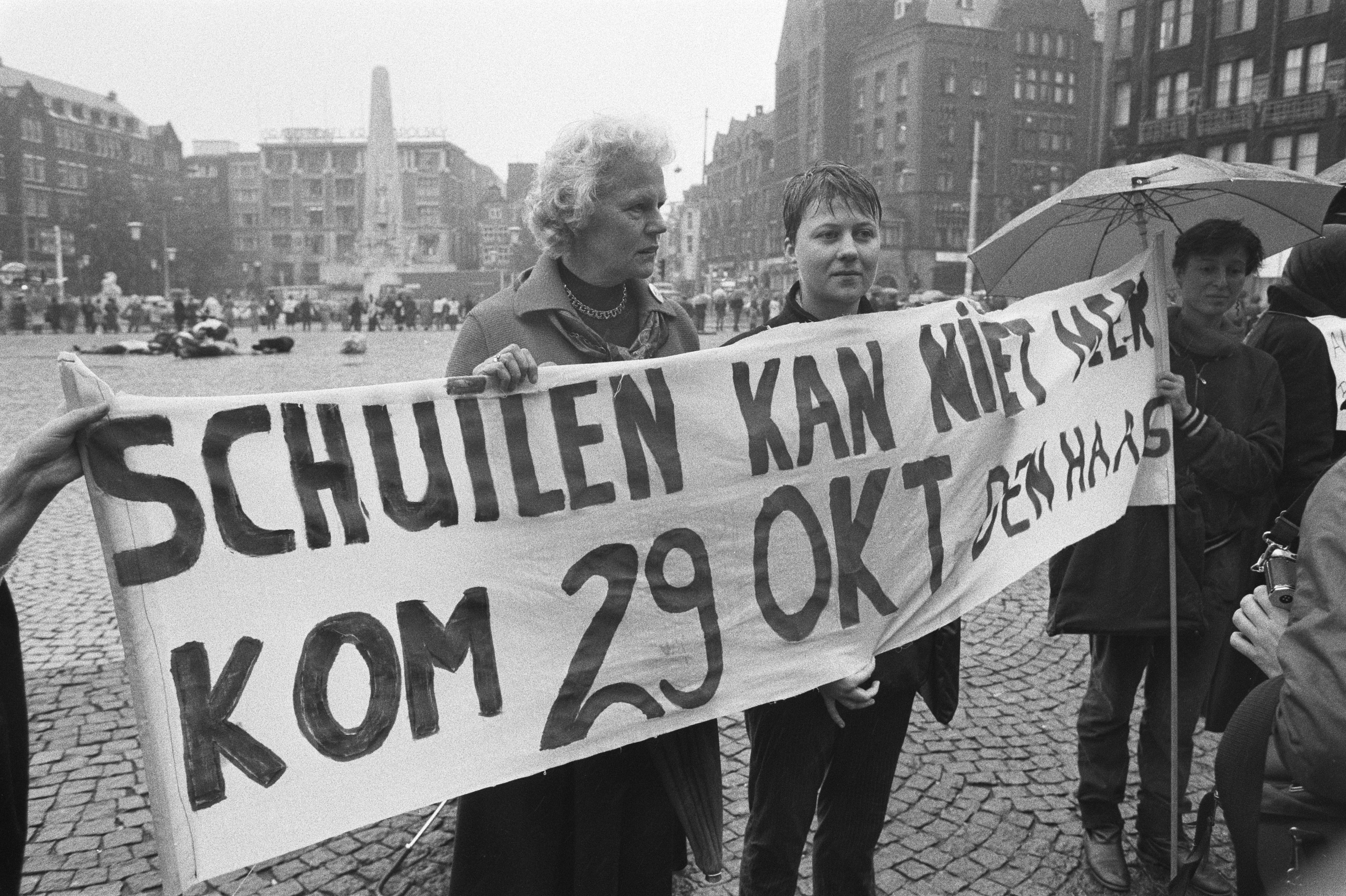
Vredeskring 5 september 1983, Amsterdam. Strikwerda staat links.

Ondanks de grote demonstraties en het volkspetitionnement werd tijdens het kabinet-Lubbers II toch tot plaatsing besloten. Uiteindelijk zijn er in Woensdrecht als gevolg van het op 8 december 1987 getekende INF-verdrag geen kruisraketten geplaatst in Nederland.

### Ouderen
Eind 1987 vertelde de intussen 66-jarige Strikwerda tijdens een interview dat ze de meeste van haar publieke functies had neergelegd en een bezinningsperiode had ingelast. Toen ze 68 was, werd ze nog Statenlid voor Noord-Holland voor de PvdA.
Daarnaast was ze actief geworden binnen de Seniorenraad Amsterdam en werd ze voorzitter van de PvdA Landelijke Adviesgroep Ouderenbeleid (LAO). Freek de Leeuw volgde haar later op als voorzitter van wat intussen Landelijke Werkgroep Ouderenbeleid (LWO) was gaan heten. In 2001 maakte Strikwerda nog deel uit van de Taskforce Ouderen onder voorzitterschap van Ed Nijpels.
Sienie Strikwerda woonde in een verzorgingstehuis in Amsterdam, waar zij overleed op 23 juni 2013.